# Tom Wood (Autor)
Tom Wood (* 1978 in Burton-upon-Trent in Staffordshire, mit bürgerlichem Namen Tom Hinshelwood) ist ein englischer Schriftsteller und Drehbuchautor.
Er lebt und arbeitet in London.

## Romane
- Codename Tesseract, (Originaltitel: The Killer [US] / The Hunter [UK]) Goldmann Verlag, 14. März 2011, ISBN 978-3-442-47257-4
- Zero Option, (Originaltitel: The Contract [UK] / The Enemy [US]), Goldmann Verlag, 19. März 2012, ISBN 978-3-442-47604-6
- Blood Target, (Originaltitel: The Game), Goldmann Verlag, 16. September 2013, ISBN 978-3-442-47875-0
- Kill Shot, (Originaltitel: No Tomorrow [US] / Better Off Dead [UK]), Goldmann Verlag, 16. März 2015, ISBN 978-3-442-47894-1
- Dark Day, (Originaltitel: The Darkest Day), Goldmann Verlag, 15. Februar 2016, ISBN 978-3-442-48389-1
- Cold Killing, (Originaltitel: A Time to Die), Goldmann Verlag, 20. Februar 2017, ISBN 978-3-442-48425-6
- Die Tage des Jägers, (Originaltitel: The Final Hour), Goldmann Verlag, 19. März 2018, ISBN 978-3-442-48678-6
- Blutverrat, (Originaltitel: Kill for Me), Goldmann Verlag, 19. August 2019, ISBN 978-3-442-48679-3
- A Quiet Man. Ein schweigsamer Mann ist ein gefährlicher Mann, (Originaltitel: A Quiet Man), Omondi UG Verlag, 28. September 2023, ISBN 978-3-96154-576-6
- Traitor – Der Verräter, (Originaltitel: Traitor), Ronin Hörverlag, 22. März 2024, ISBN 978-3-98955-523-5
- Blood Debt – Blutschuld, (Originaltitel: Blood Debt, 2024), Omondi UG Verlag, 2025, ISBN 978-3-98955-558-7
- Firefight (28. November 2024, → noch nicht in Deutsch erschienen)

## Kurzgeschichten
- Victor, (Originaltitel: Bad Luck in Berlin), Goldmann Verlag, 8. März 2012, ISBN 978-3-641-08071-6 (nur als E-Buch erschienen)
- Die Stunde der Vergeltung, (Originaltitel: Gone by Dawn), Goldmann Verlag, 21. September 2020, ISBN 978-3-641-26936-4 (nur als E-Buch erschienen)

## Hauptfigur
Die Hauptfigur aller bisherigen Romane Tom Woods ist Victor, ein brillanter Auftragskiller.